# Cardo con almendras

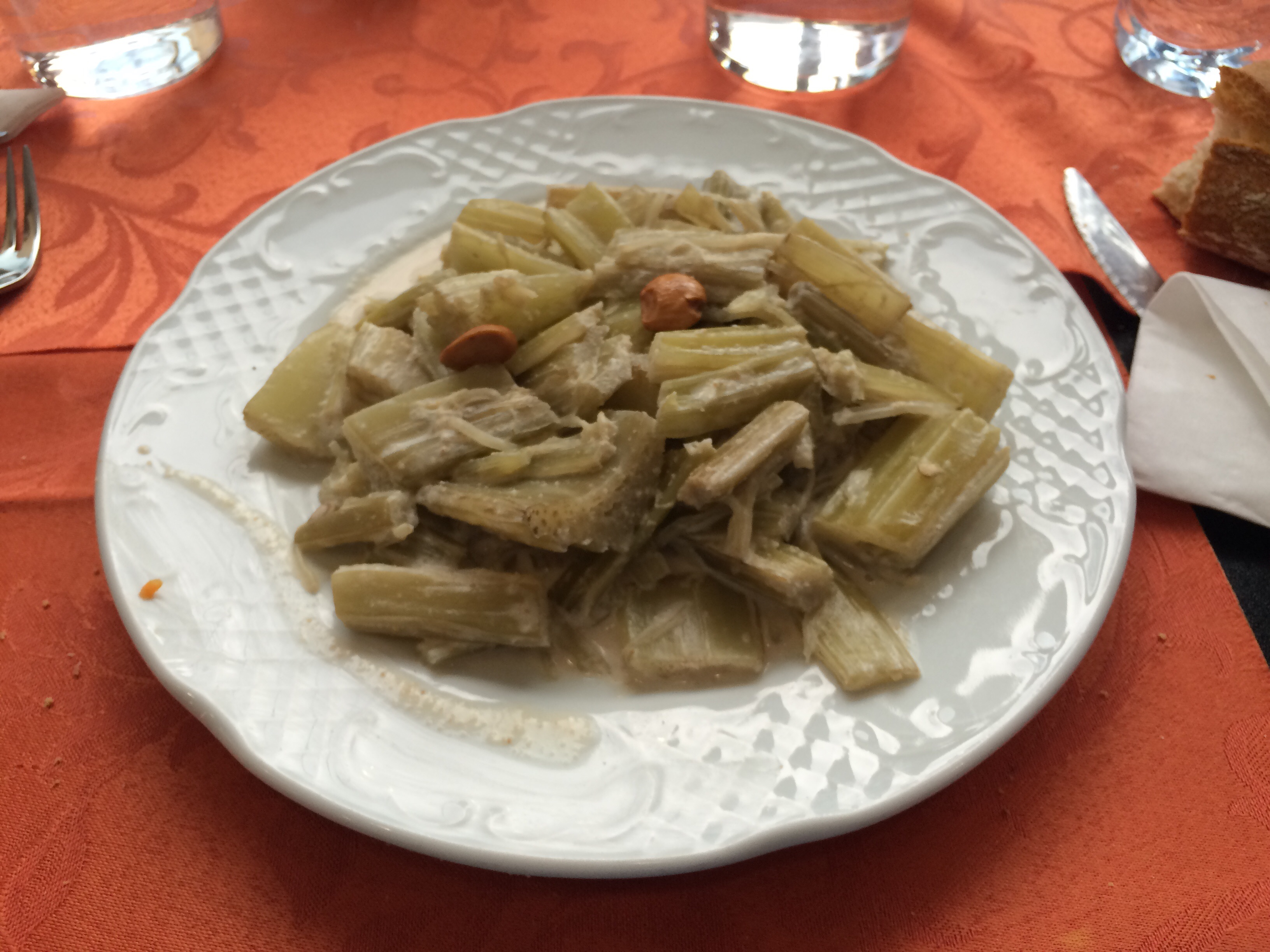
Cardo con almendras y nata. En la imagen se muestra con acelgas.

El cardo con almendras es una preparación culinaria típica de las gastronomías de La Rioja y de Aragón. Es un plato típico de la Navidad. Del mismo modo que el cardo se pueden preparar también borrajas, endibias, pencas de acelga, etc. Suele servirse caliente con nata agria, y algunas virutas de jamón.

## Concepto
El cardo (Cynara cardunculus) es una verdura de invierno, lo que condiciona la elaboración de este plato a épocas invernales. En zonas del norte de España es un plato típicamente navideño. Históricamente es un ingrediente considerado en la gastronomía de la antigua Roma, que se incorporaba en los platos de las clases acomodadas. Suele acompañarse tradicionalmente de una salsa de almendras que en la actualidad se convierte en nata con almendras picadas, para contrarrestar el sabor amargo de la verdura.